# Nébuleuse de la Fourmi
La nébuleuse de la Fourmi (Menzel 3 ou Mz 3) est une nébuleuse planétaire située dans la constellation australe de la Règle à une distance de 6 800 al[réf. souhaitée]. Elle fut découverte par l'astronome américain Donald Menzel en 1922.
La nébuleuse est formée par le gaz éjecté par l'étoile en fin de vie, similaire au soleil, située en son centre. Elle doit son nom à sa forme caractéristique évoquant la tête et le thorax d'une fourmi.
Cette forme, particulière pour une nébuleuse planétaire, s'expliquerait par l'influence gravitationnelle d'une étoile compagne évoluant sur une orbite très rapprochée (environ 1 UA) de l'étoile agonisante, ou bien par un puissant champ magnétique piégeant la matière qui s'enroulerait en des formes complexes avant d'être éjectée à la vitesse de 1 000 km/s.
Ces deux possibilités seraient à l'origine du disque de poussières observé par le VLTI.